# Осадчий Денис Матвійович
Дени́с Матві́йович Оса́дчий (25 жовтня 1899 — 14 жовтня 1944) — радянський військовик часів Другої світової війни, командир 6-ї гвардійської мотострілецької бригади 5-го гвардійського танкового корпусу (6-та танкова армія, 2-й Український фронт), гвардії полковник. Герой Радянського Союзу (1945).

## Біографія
Народився 25 жовтня 1899 року в селі Витязівка Витязівської волості Єлизаветградського повіту Херсонської губернії Російської імперії (нині — село Бобринецького району Кіровоградської області) в селянській родині. Українець. Закінчив 7 класів.
У грудні 1918 року добровільно вступив до лав Червоної армії. Учасник Громадянської війни в Росії, з 1918 по 1921 рік воював на Південному фронті проти військ Антона Денікіна. У 1919 році був поранений у ногу. Член ВКП(б) з 1920 року.
У 1928 році закінчив Закавказьку військову школу.
З 1938 року — військовий комісар танкового батальйону 24-ї легкотанкової бригади Київського військового округу. З серпня 1939 року — заступник командира з політичної частини 103-ї стрілецької (пізніше — мотострілецької) дивізії 26-го механізованого корпусу Північно-Кавказького військового округу.
Учасник німецько-радянської війни з липня 1941 року. Як військовий комісар 275-ї стрілецької дивізії 6-ї армії брав участь у оборонних боях в Україні, зокрема, під Дніпропетровськом.
З серпня 1942 року — начальник політвідділу 37-ї армії на Південному, Північно-Кавказькому, Закавказькому фронтах.
З червня 1943 року — командир 6-ї гвардійської мотострілецької бригади 5-го гвардійського танкового корпусу на Воронезькому, 1-му та 2-му Українських фронтах. Двічі був поранений.
6-та гвардійська мотострілецька бригада під командуванням полковника Д. М. Осадчого стрімким просуванням з заходу до міста Васлуй (Румунія) сприяла швидкому захопленню міста частинами 5-го гвардійського танкового корпусу. Згодом, при взятті міст Текуч, Фокшани, Римник, Бузеу бригада активними діями взломувала оборону супротивника й спільно з іншими частинами корпусу швидко захоплювала ці міста. З Бузеу бригада за 12 годин здійснила 70-кілометровий кидок до Плоєшті й з ходу зав'язавши бій, прорвала оборону й о 16.00 29 серпня 1944 року першою вступила в місто.
Загинув у бою 14 жовтня 1944 року поблизу місті Сент-Петерсва (Угорщина). Похований у місті Бєльці (Молдова).

## Нагороди
Указом Президії Верховної Ради СРСР від 28 квітня 1945 року за зразкове виконання бойових завдань командування на фронті боротьби з німецькими загарбниками та виявлені при цьому відвагу і героїзм, гвардії полковнику Осадчому Денису Матвійовичу присвоєне звання Героя Радянського Союзу (посмертно).
Був нагороджений орденом Леніна (28.04.1945), трьома орденами Червоного Прапора (27.12.1941, 11.1943, 15.05.1944) і медалями.